# ニューヨーク市の観光

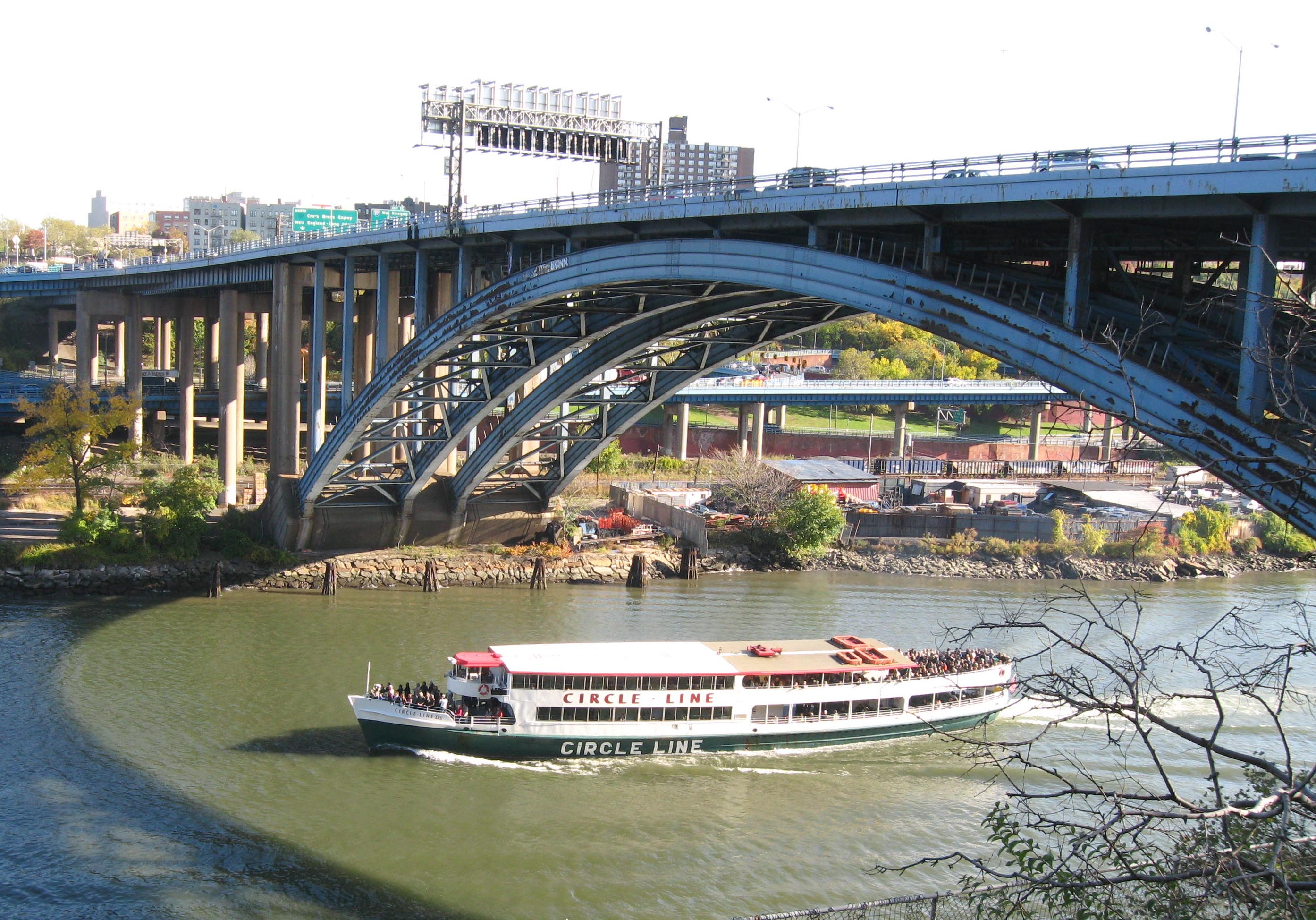
サークル・ライン XVIIでハーレム川を観光する

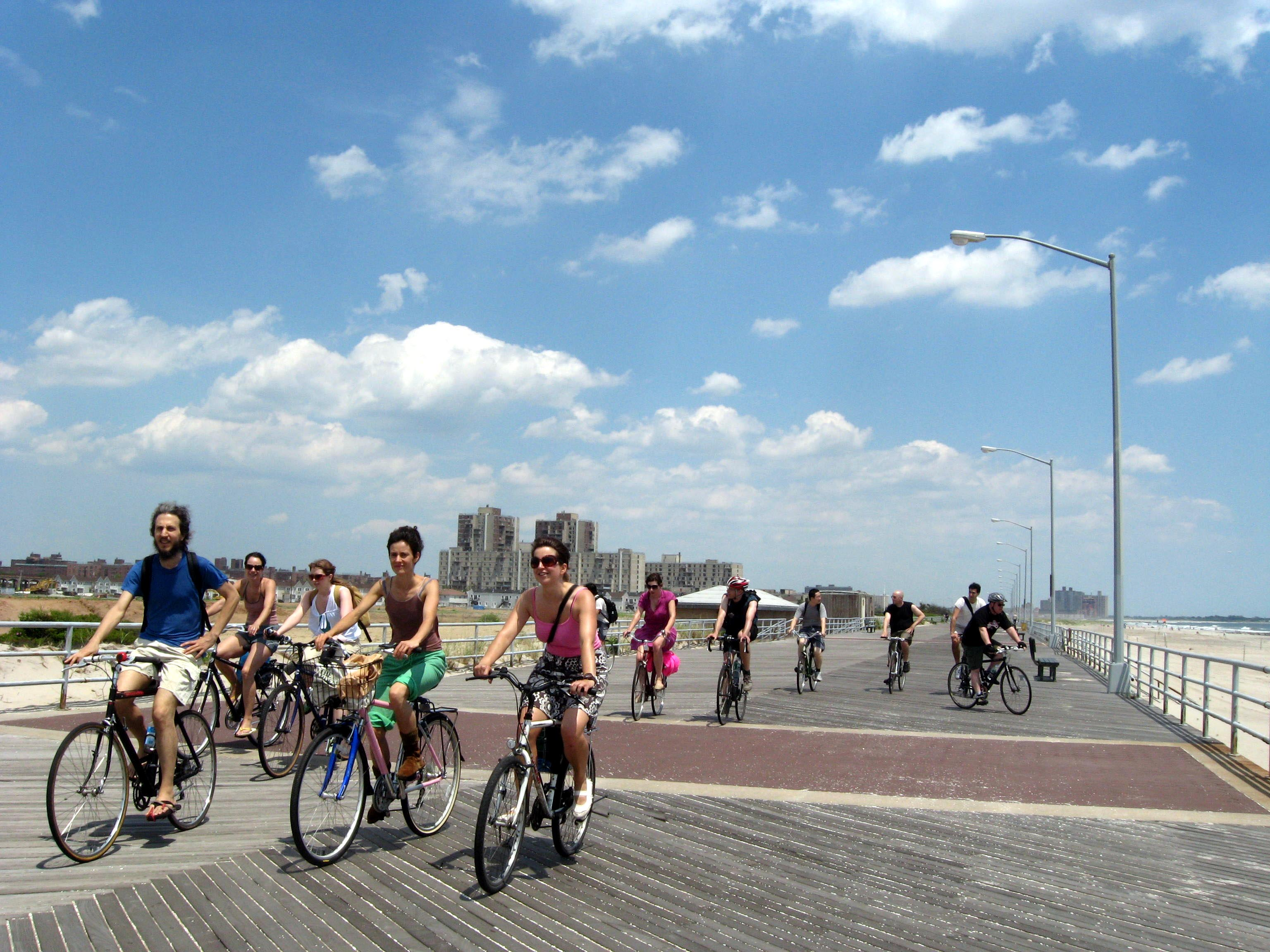
ロッカウェイ・ショアにて、ヨーロッパ人観光客ら

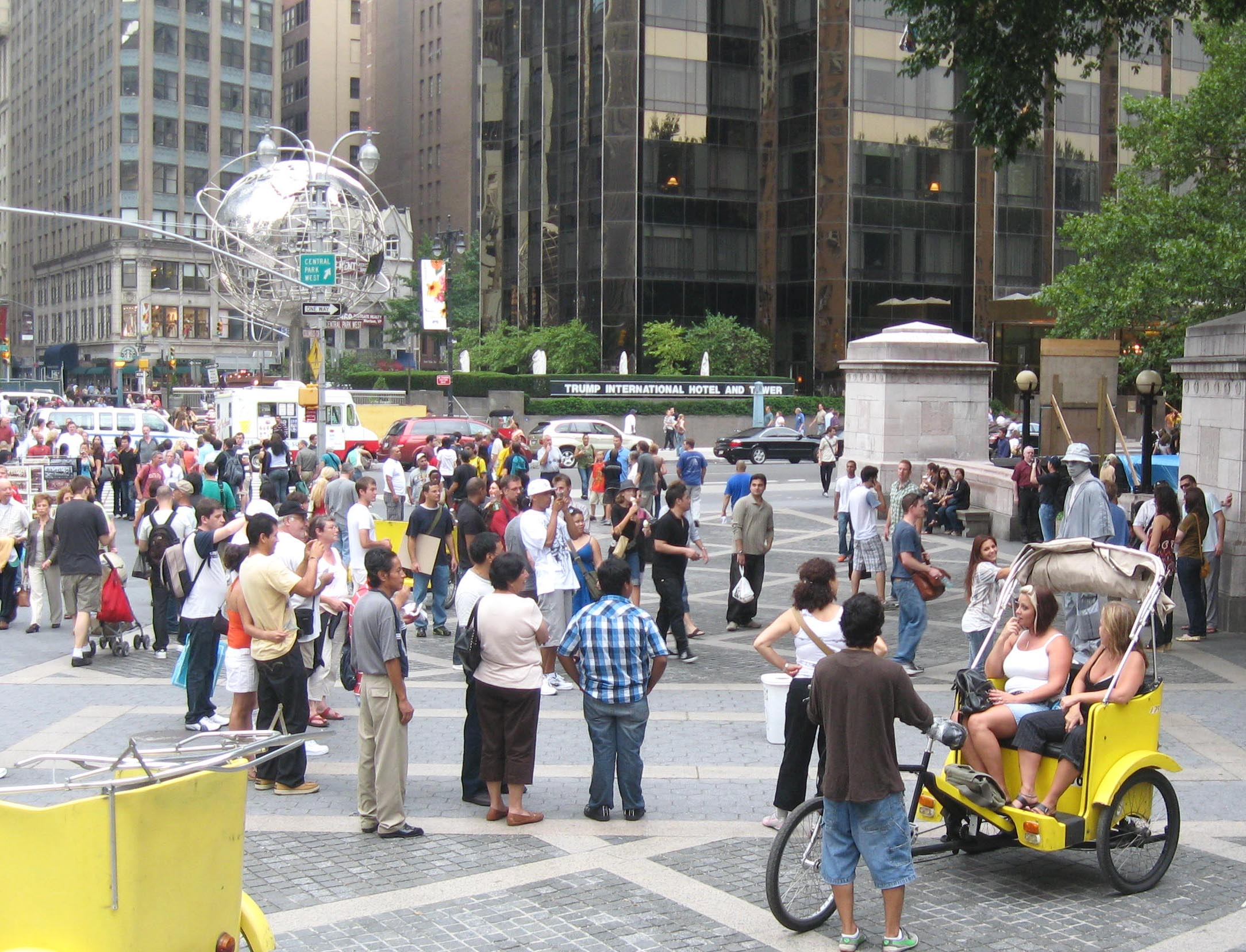
コロンバスサークルの大道芸人の周りに集まる観光客

ニューヨーク市の観光（ニューヨークし の かんこう）では、ニューヨーク市の観光について解説する。ニューヨーク市には、国内外から毎年約4700万人の観光客が訪れる。
ニューヨーク市の観光の主な目的は、エンパイア・ステート・ビルディング、エリス島、ブロードウェイ・シアター・プロダクションズ、メトロポリタン美術館などのミュージアム、セントラル・パーク、ワシントン・スクエア・パーク、ロックフェラーセンター、タイムズスクエア、ブロンクス動物園、サウス・ストリート港、ニューヨーク植物園、5番街やマディソン・アベニューでのショッピング、トライベッカ映画祭などのイベント、セントラルパーク内にあるサマーステージやデラコート・シアターでのフリー・パフォーマンスなど。自由の女神像は、アメリカ国内でも主要な観光スポットの1つだ。ジャクソン・ハイツやフラッシング、ブライトン・ビーチなどは、ショッピングスポットとなっている。
ニューヨーク市には、28,000エーカー（110k㎡）以上の公園や、14マイル（22㎞）以上の公共ビーチが存在する。フレデリック・ロー・オルムステッドとカルヴァート・ヴォークスにより設計されたセントラルパークは、アメリカで最も訪問者の多い都市公園である。また、同じオルムステッドとヴォークスによって設計されたブルックリンのプロスペクト・パークには、90エーカー（36ヘクタール）の牧草地が広がる。クイーンズのフラッシング・メドウズ＝コロナ・パークは、市内で3番目に大きな公園で、1939年、及び1964年の万国博覧会の会場だった。
街頭市や、グリニッジ・ヴィレッジのハロウィーン・パレード、ニューヨーク・マラソンなどの路上イベントにも、観光客の注目を集めている。

## 産業

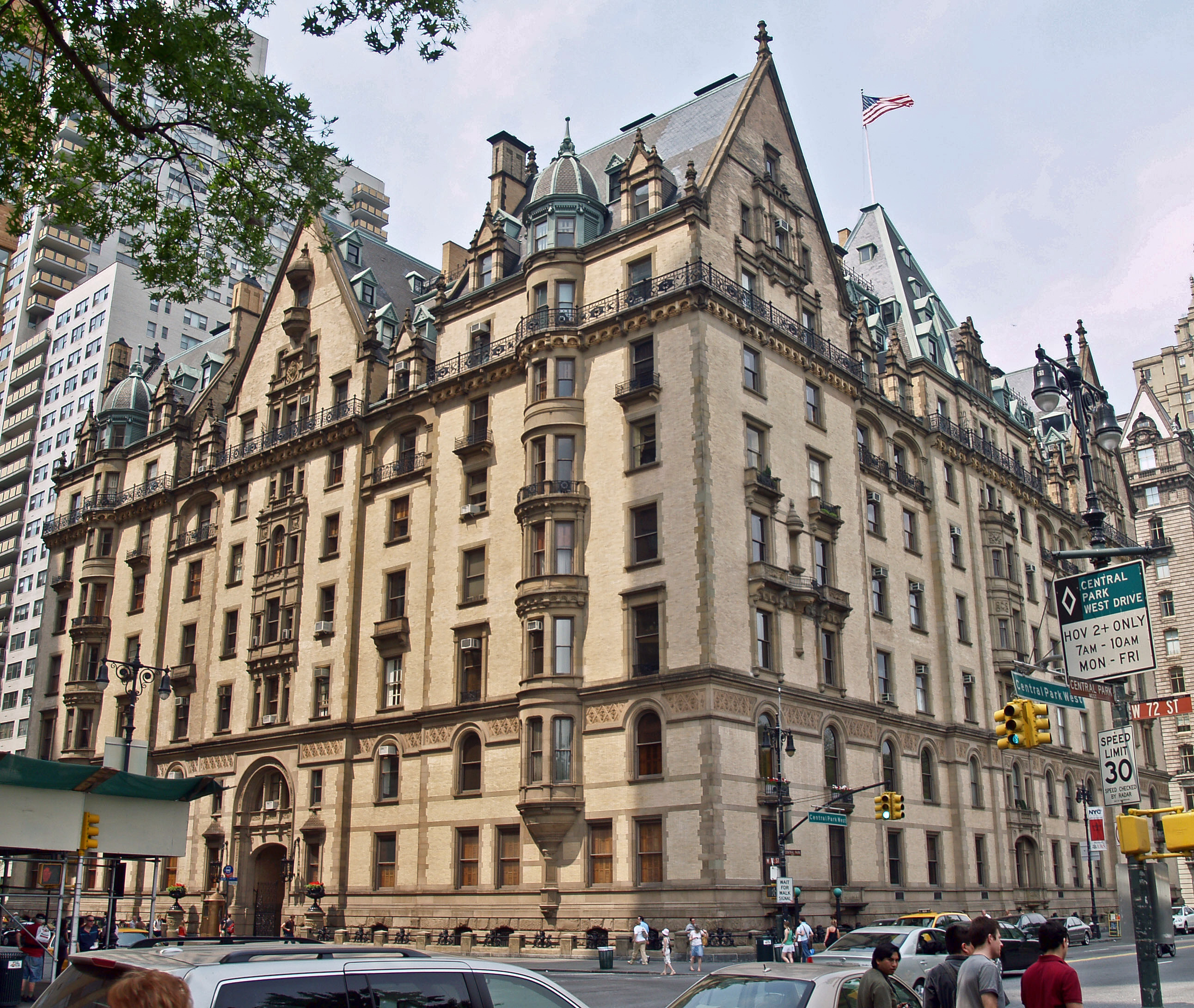
セントラルパークの西にあるダコタ・ハウス

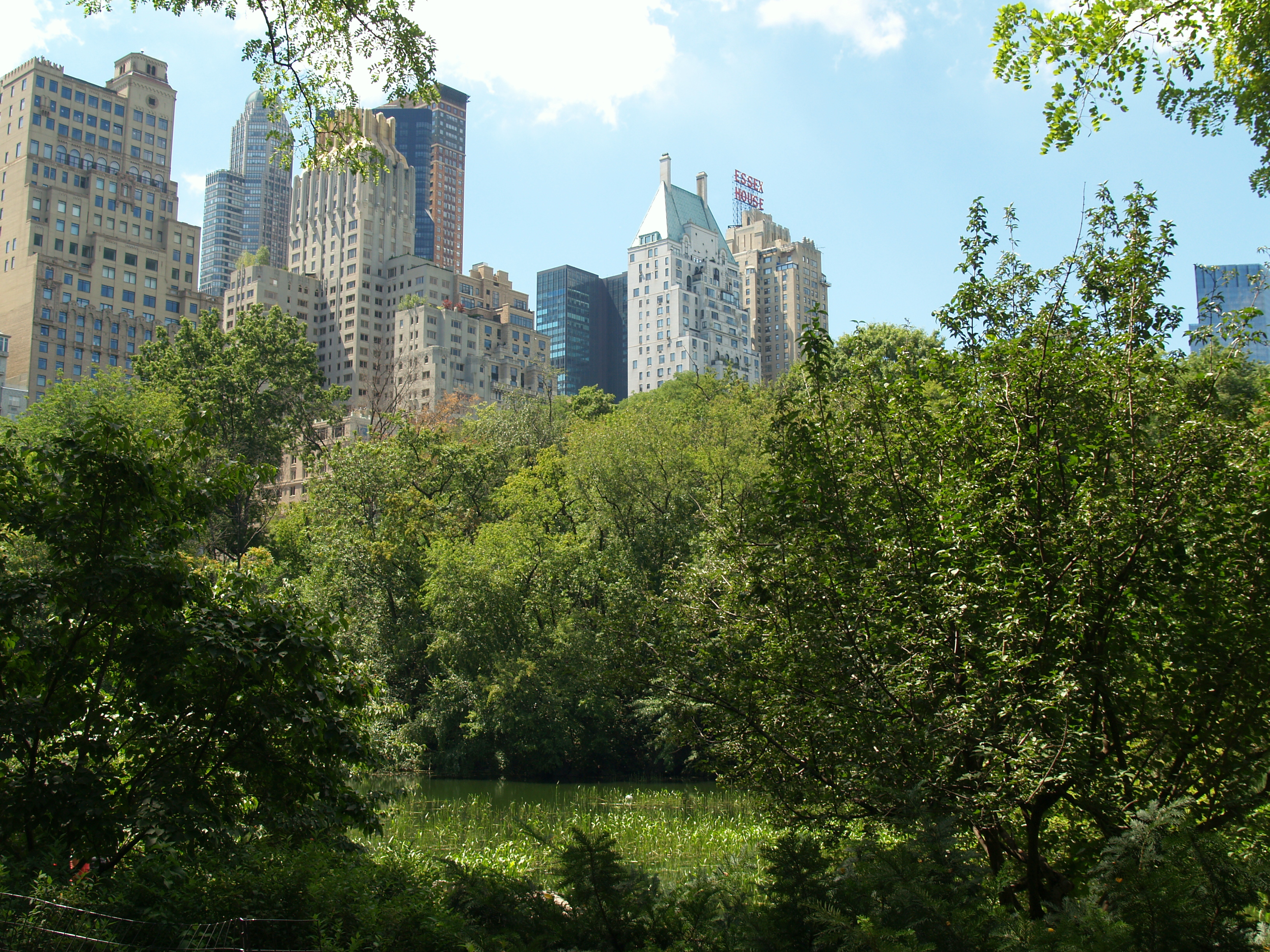
エセックスハウスを含むセントラルパークから見た南側のビル群

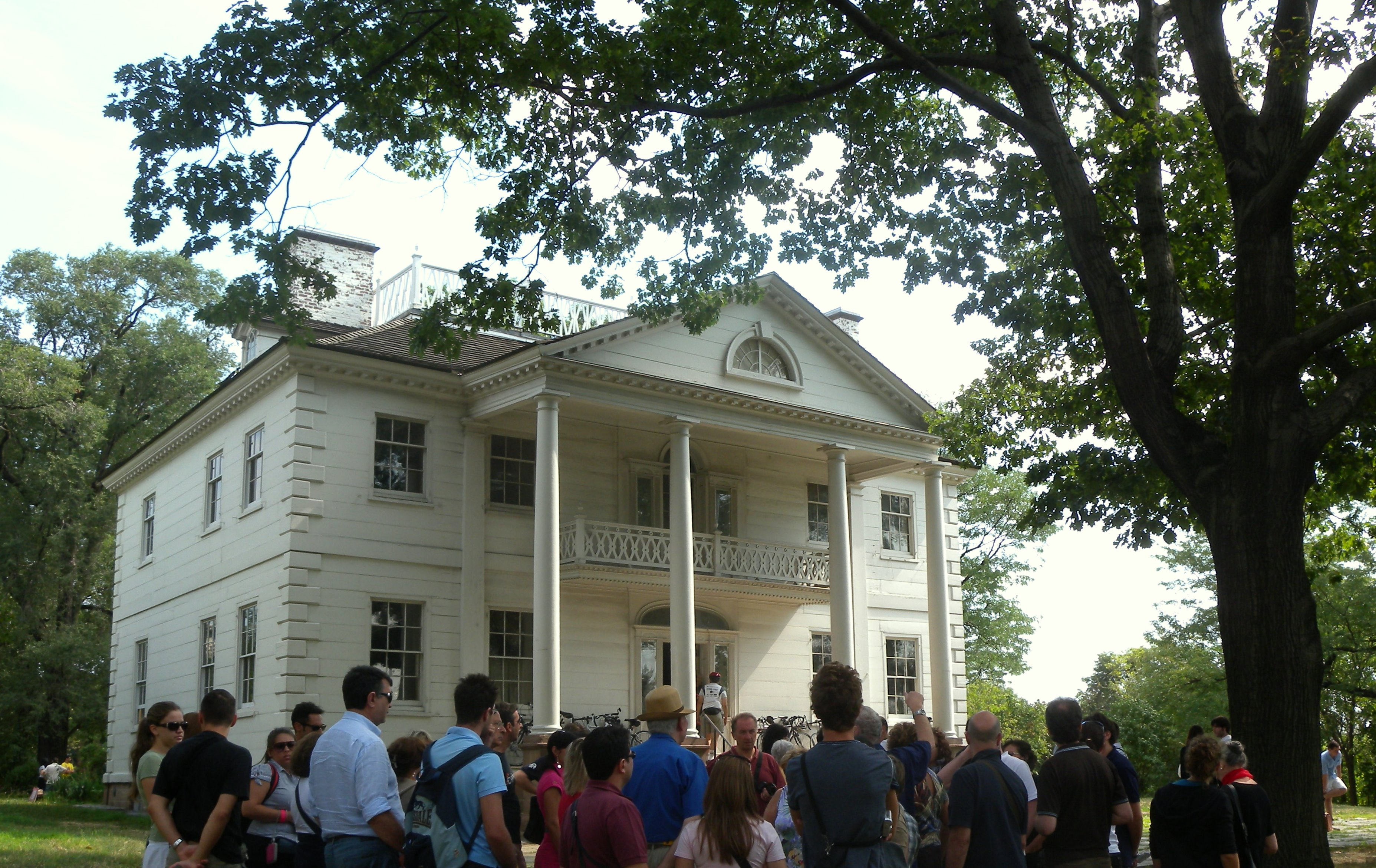
モーリス・ジュメル邸でイタリア語について講義するガイド

NYC & カンパニーによれば、2005年のニューヨーク市への外国人観光客が多い国は、イギリス（116万9千人）、カナダ（81万5千人）、ドイツ（40万1千人）、日本（29万9千人）、イタリア（29万2千人）、フランス（26万8千人）、アイルランド（25万3千人）、オーストラリア（23万5千人）、スペイン（20万5千人）、ギリシャ（14万8千人）、オランダ（14万7千人）である。
ニューヨーク市には、主な行楽シーズンが存在しない。感謝祭、クリスマス、新年とその周辺を例外とし、観光客の数は1年中ほとんど同じである。また、ニューヨーク市のホテル利用率は、国内で最も高い。世界金融危機の中でも比較的高いままだった。
ジョージ・フェルティッタ率いるNYC & カンパニーの観光事務所は、アルゼンチン、イギリス、フランス、ドイツ、アイルランド、イタリア、メキシコ、オランダ、ロシア、スペイン、スウェーデン、日本、朝鮮、中国の14カ国にオフィスを持つ。NYC & カンパニーは、ニューヨーク市の観光統計の公式な情報源である。外国人観光客については、包括的な統計を出し、観光業への影響も調査している。さらに、メンバー・ホテル、博物館、アトラクション、劇場、ストア、レストラン、待ち合わせ場所、サービスプロバイダーなどについての14の公式ガイドブックを出版している。
観光ガイドが付き添う、ダブルデッカーのツアーバスやボートでは、マンハッタンやその周辺の観光スポット、数カ所を訪れられる。また、1カ所を訪問するのには、タクシーが役立っている。また、市内では、自転車のレンタルも行っている。歩いて観光することは、繁華街などを移動するのに最適な手段である。
多くの観光客が、自由の女神やエリス島など、歴史的な名所を訪れている。他にも、1931年に完成したエンパイア・ステート・ビルディング、ロケッツの本拠であるラジオシティ・ミュージックホール、様々なブロードウェイのショー、第二次世界大戦の空母があるイントレピッド海上航空宇宙博物館、セントラルパークのような美しい公園もある。また、一部税が課せられないニューヨークでは、買い物客も多い。マンハッタン島を船で一周して水上から眺めるサークルラインもある。
ワールド・トレード・センターもアメリカ同時多発テロ以前は、重要な観光地であった。このテロ事件は、ニューヨーク市の観光に大きな打撃を与えた。完全に観光客数が戻るまで、2年もの歳月がかかった。それまでは、国内観光客が中心だった。
ニューヨーク市の観光客の統計
| 年   | 全ての 観光客数 (百万人) | 国内 観光客数 | 国際 観光客数 | 全ての 観光客の 使用した金額 (10億USドル) |
| ---- | ------------------------ | ------------- | ------------- | ----------------------------------------- |
| 1991 | 29.1                     | 23.6          | 5.5           | 10.1                                      |
| 1995 | 28.5                     | 23.1          | 5.4           | 11.7                                      |
| 1998 | 33.1                     | 27.1          | 6.0           | 14.7                                      |
| 1999 | 36.4                     | 29.8          | 6.6           | 15.6                                      |
| 2000 | 36.2                     | 29.4          | 6.8           | 17.0                                      |
| 2001 | 35.2                     | 29.5          | 5.7           | 15.1                                      |
| 2002 | 35.3                     | 30.2          | 5.1           | 14.1                                      |
| 2003 | 37.8                     | 33.0          | 4.8           | 18.5                                      |
| 2004 | 39.9                     | 33.8          | 6.2           | 21.1                                      |
| 2005 | 42.6                     | 35.8          | 6.8           | 22.8                                      |
| 2006 | 43.8                     | 36.5          | 7.3           | 24.71                                     |
| 2007 | 46.0                     | 37.1          | 8.8           | 28.85                                     |
| 2008 | 47.0                     | 37.5          | 9.5           | 32.1                                      |
| 2009 | 45.6                     | 37.0          | 8.6           | 28.2                                      |
| 2010 | 48.7                     | 39.0          | 9.7           | 31.0                                      |

## ツアー

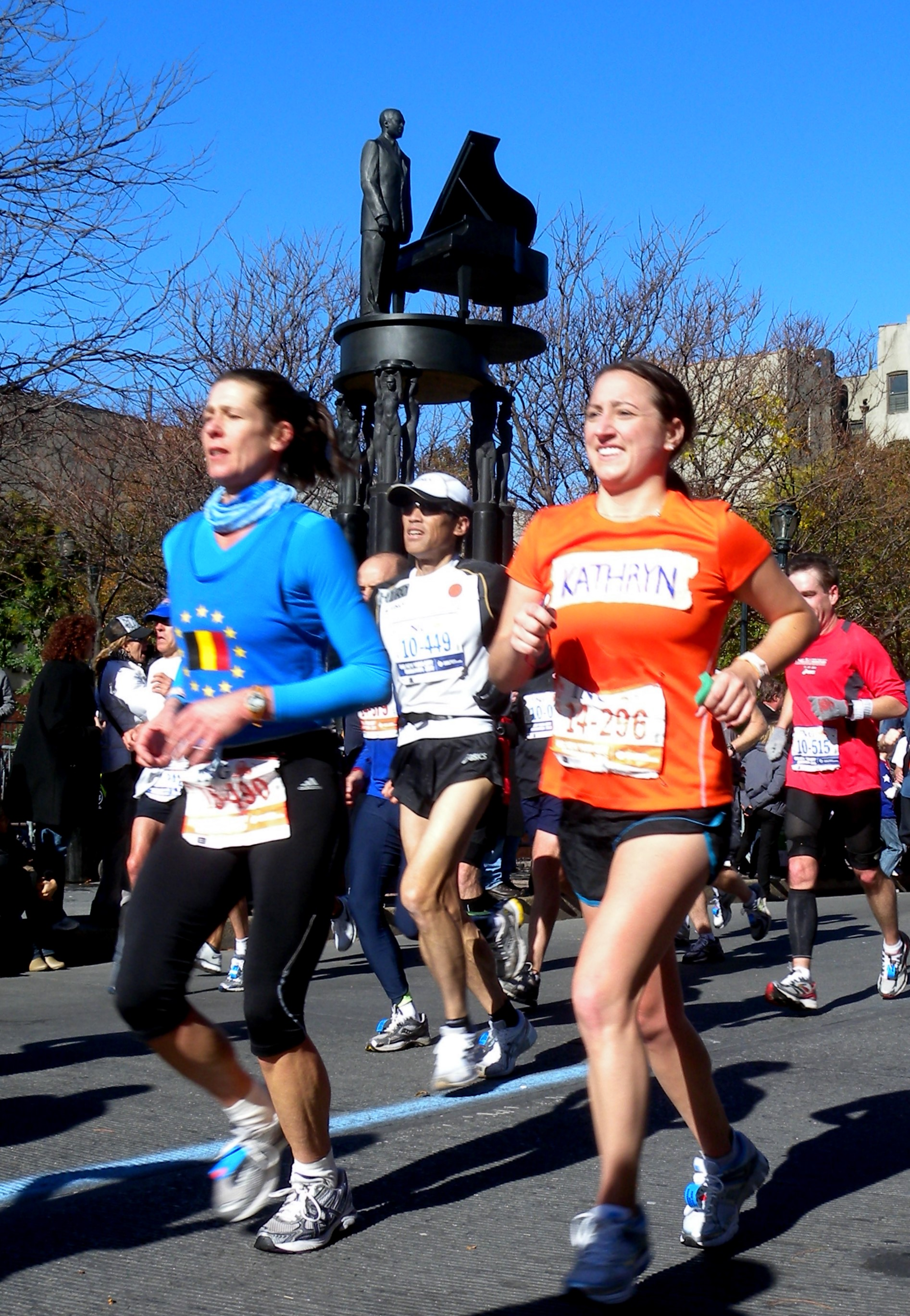
ハーレムでのニューヨーク・シティ・マラソン

ニューヨーク市には、豊富な音楽の文化と歴史がある。そのため、多数のジャズ、ゴスペル、ロックンロール、リズム・アンド・ブルースなどのツアーに参加することが可能である。音楽ツアーでは、ハーレムやイースト・ヴィレッジが人気である。
世界でも有数の料理が集まるニューヨークでは、フード・ツアーもある。料理は、移民の影響を多く受けており、多様である。ユダヤ人やイタリアの移民は、ベーグルやチーズケーキ、ニューヨークスタイルピザを生み出し、有名となった。また、アメリカでも有数の高級レストランもあり、観光客は、食べ物の面からニューヨークの文化を知ることができる。
さらに、観光客は、スポーツが目的の場合も多い。ヤンキー・スタジアムやシティ・フィールド、マディソン・スクエア・ガーデンなどでは多くのイベントが開催され、ニューヨーク・シティ・マラソンのような路上でのイベントもある。